# Liaodong
Liaodong, även känd som Liaotung, är en bergig halvö i provinsen Liaoning i nordöstra Kina.
Den är 175 kilometer bred och 265 kilometer lång. Halvön går ut i Gula havet mellan Liaodongbukten i väster och Koreabukten i öster.
Liaodongs yttersta udde är ett mycket strategiskt beläget område och Ryska Imperiet arrenderade området Kwantung från Qingimperiet 1898, där städerna Dalian och Port Arthur växte fram som viktiga baser för ryskt inflytande. Efter det ryska nederlaget i det rysk-japanska kriget 1905 tog Japan över Kwantung, som blev ett brohuvud för den japanska expansionen i Manchuriet. Efter att de allierade besegrat Japan i det andra världskriget fick Sovjetunionen överta Kwantung, som blev en viktig bas för den sovjetiska flottan, men området överlämnades till Kina 1955.
Halvön har av hävd tillhört Liaoning-provinsen, men åren 1949-55 tillhörde Liaodong den kortlivade provinsen Liaodong.
Dalian är fortfarande en viktig hamn- och industristad två miljoner invånare där.